# Tomáš Čížek
Tomáš Čížek (* 27. November 1978 in Děčín) ist ein ehemaliger tschechischer Fußballspieler.

## Karriere
Tomáš Čížek begann mit dem Fußballspielen beim Verein Pelikán Děčín. Mit 13 Jahren wechselte er zum FK Teplice, kehrte aber nach nur einer Saison nach Děčín zurück. 1995 ging der Mittelfeldspieler zum FK Jablonec. Zu Beginn der Saison 1997/98 wurde Čížek an seinen ehemaligen Jugendverein Pelikán Děčín ausgeliehen, kehrte jedoch schon in der Winterpause wieder zurück. In der Rückrunde hatte er seine ersten Einsätze in der 1. Liga. In der folgenden Saison spielte Čížek immer häufiger und war ab 1999 eine feste Größe im Mittelfeld der Nordböhmen.
Anfang 2002 schließlich wechselte Čížek für 11,5 Millionen Kronen zu Sparta Prag. Bei Sparta spielte Čížek zunächst regelmäßig, in der Hinrunde der Spielzeit 2002/03 saß er aber zunehmend nur noch auf der Ersatzbank. 
Im Februar 2003 wurde Čížek vom russischen Erstligisten Rubin Kasan für drei Jahre verpflichtet. Anfang 2006 wechselte er zum FK Moskau, wo er wiederum einen Dreijahresvertrag unterschrieb. Im Februar 2009 wechselte Čížek zum FK Jablonec.
Schon im März 2009 ging Čížek erneut nach Russland und schloss sich dem Zweitligisten Alanija Wladikawkas an. Bereits im September 2009 kehrte Čížek nach Jablonec zurück. Anfang 2010 wechselte Čížek abermals nach Russland, wo er sich dem Erstligaaufsteiger FK Sibir Nowosibirsk anschloss.